# John Kibowen
John Kibowen, född den 21 april 1969 i Changach, är en kenyansk före detta friidrottare som tävlade i medeldistanslöpning och i terränglöpning.
Kibowen fick sitt genombrott när han två gånger, 1998 och 2000 vann VM-guld i terränglöpning. Han deltog vid VM 2001 där han sprang 5 000 meter och slutade på en tredje plats. Han deltog även vid VM 2003 där han blev fyra. Vid såväl Olympiska sommarspelen 2004 och vid VM 2005 slutade han på sjätte plats.

## Personliga rekord
- 5 000 meter - 12.54,07